# Повість про двох братів
Повість про двох братів — давньоєгипетська казкова історія, яка датується часом правління фараона Сеті II, який царював з 1200 до 1194 роки до н. е. в епоху XIX династії Нового царства. Історія збереглася на папірусі д'Орбіні, який нині зберігається в Британському музеї.

## Джерело тексту
Джерелом тексту є папірус д'Орбіні (P. Brit. Mus. 10183); стверджується, що папірус був написаний у кінці XIX династії писарем Еннаною. Придбаний Британським музеєм у 1857 році.

## Сюжет
Історія розвивається навколо відносин двох братів — старшого Анупу, який був одружений і дбав про молодшого на ім'я Бата, як батько про сина. Брати разом працювали, обробляючи землю і розводячи корів, причому корови розмовляли з Батою людським голосом і самі вибирали собі місце, де їм пастися, і Бата слухняно провадив їх туди, куди вони самі бажали. Одного разу брати сіяли зерно у полі, і зерно закінчилося. Тоді Анупу послав молодшого брата, щоб той приніс ще зерна для посіву. Брат прийшов додому по зерно, і в цей час дружина Анупу спробувала спокусити Бату. Той у різкій формі відкинув її домагання, пообіцявши, однак, зберегти все в таємниці, після чого повернувся в поле до брата, і вони продовжили працювати. Закінчивши роботу, брати повернулися додому, дружина в помсту молодшому братові сказала своєму чоловікові, що його брат хотів її спокусити. У гніві Анупу точить ніж та, стискає його в руці, починає чекати брата, щоб убити його. Але корови, яких Бата заганяв увечері в хлів, людським голосом попереджають його, щоб той тікав геть, бо Анупу стоїть за дверима хліва з ножем у руці. Бата побачив під воротами хліва ноги старшого брата і зрозумів, що брат підстерігає його, щоб розправитися з ним. Він кидається бігти, молячись богу Ра-Горахті про порятунок, а Анупу біжить за ним з ножем. Прислухавшись до молитви, Ра створює між двома братами озеро, що кишить крокодилами, через яке Бата, нарешті, має можливість поділитися своєю версією події, запропонувавши для початку дочекатися світанку, щоб Сонце стало свідком його слів. І ось один з братів опинився на одному березі, другий — на іншому. Щоб підкреслити щирість, Бата відсікає гострим ножем для різання очерету свої геніталії і кидає у воду, де їх з'їдає сом.
Бата заявляє, що відтепер йде в Долину Кедра, а на вершині кедра помістить своє серце, тому він помре тоді, коли зрубають кедр; але варто опустити серце в прохолодну воду, як він, Бата, оживе. Бата також вказав ознаку, за якою Анупу дізнається про його смерть: коли несподівано хлюпне через край ким-небудь подане пиво. Вислухавши план брата, Анупу повертається додому і вбиває свою дружину. Між тим, Бата будує в Долині Кедра для себе новий будинок. Якось він зустрічає Еннеаду (Девятерицю), основних богів Єгипту, які зглянулися над ним. На прохання Ра-Горахті Хнум, бог, який часто зображується в єгипетській міфології як творець людини, що зліпив її на гончарному крузі, створює для Бата дружину, у якої перебуває сім'я всіх богів. Дівиця була прекрасна виглядом, але Сім Хатхор напророкували їй смерть від меча. Одного разу, коли Бата був на полюванні, його дружина вийшла погуляти, але за нею погналося море, а кедр вирвав пасмо її волосся, яке хвилі винесли у володіннях фараона. Пасмо розповсюджувало прекрасний запах жінки, яким просочився весь одяг фараона, — адже його винесло в те місце, де прали царську білизну. Фараон спочатку був незадоволений цим запахом і ганив своїх придворних прачок, які так недбало прали білизну його величності. Але завдяки мудрості писарів він дізнався, що це волосся і цей запах належать не простій жінці і що в ній приховане насіння всіх богів, і захотів володіти нею, зробивши своєю «Великою улюбленицею». Коли за допомогою слуг фараона вдається знайти і спокусити дружину Бата, та підступно видає секрет смерті свого чоловіка. Кедр, на якому Бата помістив своє серце, зрубують, і Бата вмирає.
Після смерті Бати пиво, подане Анупу, вихлюпується через край і каламутиться. Правильно розтлумачивши знамення, Анупу вирушає в Долину Кедра, де шукає серце брата більше трьох років, поки не знаходить. Слідуючи інструкції, Анупу поміщає серце в миску з холодною водою, Бата випиває воду, серце стає на місце, і Бата воскресає. Потім він набуває форми бика і йде до своєї колишньої дружини під палац фараона. Його дружина, дізнавшись про перетворення Бата в бика від нього самого, випрошує у фараона печінку бика на поживу. Бика приносять у жертву, але дві краплі бичачої крові падають біля косяків Великих Воріт, а з крапель проростають два дерева персеї. Бата, на цей раз у вигляді дерева, знову відкривається своїй колишній дружині, і вона знову випрошує у фараона послугу — дерева персеї для виготовлення меблів. Під час рубання дерев тріска відскакує «Великій улюблениці» в рот і ковтається, через що вона народжує сина, якого фараон оголошує наслідним принцом. Коли фараон вмирає, наслідний принц (воскреслий Бата) стає фараоном, а свого старшого брата Анупу проголошує наслідним принцом. Невірна дружина постає перед судом вельмож, і ті засуджують до страти від меча, як пророкували їй це колись Сім Хатхор. Історія закінчується щасливо — брати в мирі та злагоді правлять країною.

## Теми і контекст
У «Повісті про двох братів» є кілька тем, які є суттєвими для давньоєгипетської культури. Однією з них є монархія. Друга половина розповіді має справу переважно з єгипетськими ідеями царського сану і про зв'язки між божеством і фараоном: дружина Бати, врешті-решт, виявляється вагітною ним посилання на двоїсту роль жінок у правонаступництві престолу; дружина реального фараона нерідко була і його матір'ю. Крім того, аспект створення дружини богами, як можна помітити, служив легітимним правом для царського сану Бати, тим більше, що він, фактично, дитиною фараона не був. Крім цього, згадка близькості Бати з богами Девятериці в середині цієї історії має підкреслити законність прийняття ним влади фараона: боги дарують Бате божественну милість, коли він її потребує.
Є також кілька посилань на поділ Єгипту на дві країни. Протягом всієї давньоєгипетської історії, навіть тоді, коли країна була політично єдиною і стабільною, визнавалося існування двох областей: Нижній Єгипет — північні райони, включаючи Дельту Нілу, і Верхній Єгипет — південні райони. На початку історії Бата згадується як особливий, тому що «не було подібного йому у всій країні, і була сила бога в ньому». Крім того, кожен раз, коли один з братів гнівається, вживається образне порівняння з «верхньоєгипетською пантерою» або, в іншому перекладі, «гепардом півдня».

## Інтерпретація та аналіз
Є кілька проблем, які необхідно враховувати при аналізі давньоєгипетської літератури в цілому, і «Повість про двох братів» не є винятком. Слід зазначити, що складність аналізу літератури Стародавнього Єгипту в тому, що «дефіцит джерел наділяє спостереження за будь-яким видом історичного розвитку в давньоєгипетській літературі досить гіпотетичним статусом і робить реконструкцію будь-яких інтертекстуальних зв'язків, ймовірно, просто неможливою». Антоніо Лопріно зазначає, що повість лежить у просторі теорії, яка часто успішно застосовується під час аналізу стародавньої єгипетської літератури, — це історіоцентричний метод аналізу, оскільки оповідь стосується політичних подій. Щодо «Повісті про двох братів» Сьюзен Тавер Голліс також виступає за такий підхід, заявивши, що казка може «містити відображення реальної історичної ситуації». Зокрема, Голліс розмірковує про те, що історія, можливо, бере свій початок у низці суперечок після правління Мернептаха на початку XIII століття до н. е. Коли Мернептах помер, Сеті II, безперечно, був законним спадкоємцем престолу, але йому кинув виклик Аменмес, який протягом принаймні кількох років правив у Верхньому Єгипті.
Дана казка могла вплинути на появу біблійної легенди про Йосипа і дружини Потіфара.